# Ransom Riggs
Ransom Riggs (Maryland, 3 febbraio 1979) è uno scrittore statunitense.

## Biografia

### Primi anni e studi
Ransom Riggs è nato in Maryland il 3 febbraio 1979, in una fattoria vecchia di 200 anni, ed è cresciuto in Florida, dove ha frequentato la Pine View School for the Gifted. Ha studiato letteratura inglese al Kenyon College, e cinema alla University of Southern California.

### Carriera
Il suo lavoro su cortometraggi per internet e di blogging per Mental Floss gli fece ottenere l'incarico di scrivere il manuale di Sherlock Holmes (The Sherlock Holmes Handbook), distribuito come tie-in del film del 2009.
Riggs aveva raccolto alcune curiose fotografie e aveva proposto al suo editore, Quirk Books, il loro utilizzo per un libro illustrato. Su suggerimento di un editor, ha invece utilizzato le foto come guida per un racconto. Ciò che ne esce è La casa per bambini speciali di Miss Peregrine, entrato nella lista dei best seller del New York Times.
Un altro libro ispirato a vecchie fotografie, Talking Pictures, è stato pubblicato da Harper Collins nell'ottobre del 2012.
Hollow City, il secondo romanzo sui bambini di Miss Peregrine è stato pubblicato il 14 gennaio 2014. Il terzo volume, Library of Souls, è stato pubblicato il 22 settembre 2015.
Il 23 ottobre 2018 è stato pubblicato La mappa dei giorni quarto libro della saga.
Il 14 gennaio 2020 è stato pubblicato “La conferenza delle Ymbryne” quinto capitolo della saga.
Il 20 aprile 2021 è stato pubblicato "Le desolazioni di Devil's Acre" sesto e ultimo volume della saga.

### Vita privata
Riggs vive a Santa Monica, California ed è sposato con la scrittrice di origini iraniane Tahereh Mafi dal 2013. Hanno una figlia, nata il 30 maggio 2017.

## Opere

### Serie di Miss Peregrine
- La casa dei bambini speciali di Miss Peregrine (Miss Peregrine's Home for Peculiar Children, Quirk Books, 2011), Rizzoli, 2011, ISBN 978-88-17-05386-0. Ripubblicato nel 2016 come Miss Peregrine. La casa dei ragazzi speciali dopo l'uscita del film.
- Hollow City - Il ritorno dei ragazzi speciali di Miss Peregrine (Hollow City: The Second Novel of Miss Peregrine's Peculiar Children, Quirk Books, 2014), Rizzoli, 2014, ISBN 978-88-17-07358-5. Ripubblicato nel 2016 come Hollow City - Il secondo libro di Miss Peregrine. La casa dei ragazzi speciali.
- La biblioteca delle anime - Il terzo libro di Miss Peregrine. La casa dei ragazzi speciali, (Library of Souls: The Third Novel of Miss Peregrine's Peculiar Children, Quirk Books, 2015), Rizzoli, 2016, ISBN 978-1-59474-758-8.
- La mappa dei giorni - Il quarto libro di Miss Peregrine. La casa dei ragazzi speciali (A Map of Days: The Fourth Novel of Miss Peregrine's Peculiar Children, Dutton Books for Young Readers, 2018), Rizzoli, 2018, ISBN 978-88-17-10493-7.
- La conferenza delle ymbryne - Il quinto libro di Miss Peregrine. La casa dei ragazzi speciali (The Conference of the Birds: The Fifth Novel of Miss Peregrine's Peculiar Children, Dutton Books for Young Readers, 2020), Rizzoli, 2020, ISBN 9788817144216.
- Le desolazioni di Devil's Acre - Il sesto libro di Miss Peregrine. La casa dei ragazzi speciali (The Desolations of the Devil's Acre: The Sixth Novel of Miss Peregrine's Peculiar Children, Dutton Books for Young Readers, 2021), Rizzoli, 2021, ISBN 9788817156493.

- I Racconti degli Speciali. Miss Peregrine (Tales of the Peculiar, Dutton Children's Books, 2016), Rizzoli, 2016, ISBN 9788817091466.

### Altri
- Detective in poltrona. Come diventare Sherlock Holmes (The Sherlock Holmes Handbook: The Methods and Mysteries of the World's Greatest Detective, 2009), Rizzoli 2017, ISBN 978-1-59474-429-7.
- Talking Pictures: Images and Messages Rescued from the Past, Harper Collins, 2012, ISBN 978-0-06-209949-5.